# Johann Friedrich Christoph Ernesti
Johann Friedrich Christoph Ernesti (* 23. Februar 1705 in Tennstedt; † 24. Februar 1758 in Arnstadt) war ein deutscher evangelischer Theologe.

## Leben
Als Sohn des Johann Christoph Ernesti geboren, besuchte er das Gymnasium in Gotha, studierte an der Universität Wittenberg und der Universität Leipzig, um sich der Theologie zu widmen. 1730 übertrug ihm Prinz Wilhelm von Schwarzburg die Aufsicht über seine Bibliothek, verwaltete dann drei Jahre in Alkersleben und war dann neun Jahre Inspektor in Gehren.
1744 wurde er zum Archidiakon und 1747 zum Superintendenten in Arnstadt berufen. In dieser Stellung hielt er Vorlesungen am Lyzeum über Religionswissenschaften. Neben seinen Predigten beschäftigte er sich mit Schriften zur Erklärung des Alten und Neuen Testaments und versuchte die verschiedenen Lesarten des hebräischen Bibeltextes kritisch zu beurteilen.

## Schriften
- Herrn Jacob Lenfants, weyland Französischen Predigers zu Berlin, Gründliche Vorbereitung die Bücher Neues Testaments nützlich zu lesen, 1730
- Epistola de lectionibus variantibus codicis Hebraei, 1731